# Boris Gutnikov
Boris Lvovič Gutnikov, in russo Борис Львович Гу́тников (Vicebsk, 4 luglio 1931 – Leningrado, 6 aprile 1986), è stato un violinista sovietico di etnia bielorussa.
Nel 1957 vinse il Concorso internazionale Long-Thibaud-Crespin a Parigi e nel 1962 il Concorso internazionale Čajkovskij a Mosca.
È stato per molti anni insegnante di violino al Conservatorio di San Pietroburgo.
Nel 1978 gli venne conferito il titolo di Artista del Popolo della RSFSR. 
In sua memoria, nel 1987 Andrej Petrov compose il brano per violino e orchestra In memoriam Gutnikov.